# Chrysonotomyia unifasciata
Chrysonotomyia unifasciata är en stekelart som beskrevs av Christer Hansson 2004. Chrysonotomyia unifasciata ingår i släktet Chrysonotomyia och familjen finglanssteklar.
Artens utbredningsområde är Colombia. Inga underarter finns listade i Catalogue of Life.